# Болнес
Болнес (нід. Bolnes) — село в нідерландській провінції Південна Голландія. Входить до муніципалітету Ріддеркерк.
Його площа становить 2 км², а населення станом на 2004 рік складало 7 300 осіб.